# Ampithoe simulans
Ampithoe simulans is een vlokreeftensoort uit de familie van de Ampithoidae. De wetenschappelijke naam van de soort is voor het eerst geldig gepubliceerd in 1936 door Aldeman.